# Alameda Bolognesi
La Alameda Bolognesi, denominada durante la administración chilena como Avenida Baquedano, es la principal avenida de la ciudad de Tacna, ciudad al sur de Perú. Fue construida sobre el cauce del río Caplina, el cual aún discurre bajo la vía. Fue construdia por Manuel de Mendiburu (Profecto de Tacna) en 1840. Fue modernizada por los sucesivos gobiernos, incluyendo el de la administración chilena, que fue quien dispuso la plantación de palmeras.

## Descripción
Antiguamente predominaba los álamos «de ahí el denominativo de Alameda» actualmente destaca por su centenarias palmeras datileras, algunos jardines y pérgolas (glorietas), presenta en el centro una amplia acera donde residentes y turistas transitan en uno de los puntos más céntrico de la Ciudad de Tacna. Bajo la Alameda corre en forma paralela y canalizada, el río Caplina.
Antiguamente el río Caplina corría al aire libre, a ambos lados del río Lucían acacias y sauces; también se encontraban puentes de sólida construcción, estatuas: que representaban las cuatro estaciones, bancos de piedra de cantería y glorietas de base abovedada de plataforma circular y gradería lateral. Durante la administración chilena en 1880 durante la Guerra del Pacífico, desaparecieron aquellas estatuas de mármol, así como los sauces y se plantaron palmeras. En el período chileno de Tacna, la alameda fue denominada Avenida Baquedano, en honor al general Manuel Baquedano.
En las últimas años de la década de 1960, se enlocetó gran parte de la avenida, se le modernizó manteniéndose las primeras cuadras, casi como eran originalmente (Plaza Colón).

## Edificios notables

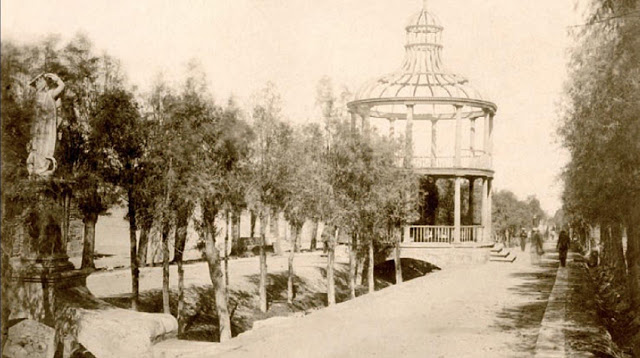
Alameda Bolognesi en 1880 (Presencia de Álamos antes del plantamiento de palmeras)

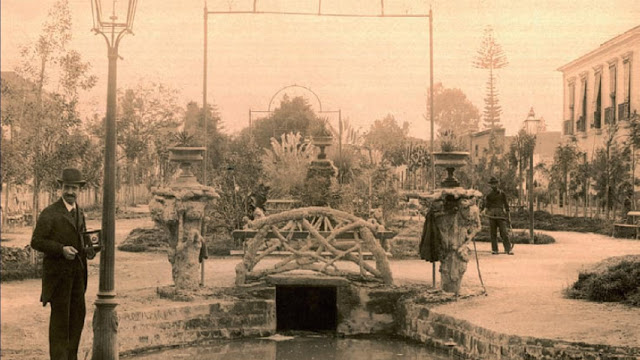
Parque de la Alameda en 1903 (frente a la antigua Recova)

La Alameda Bolognesi, recorre varios y distintos puntos turísticos e históricos de la ciudad, son:
- Plaza Colón

La Plaza Colón es una pequeña, rústica y larga plaza, que alberga la Estatua Colón, puesta durante la administración chilena en la Ciudad, dicha plaza marca el punto de inicio de la Alameda Bolognesi.
- Museo Histórico Regional de Tacna

Es un museo ubicado en la Calle Apurimac N° 202 (a una esquina de la Alameda Bolognesi), dedicado a la arqueología e historia de Tacna (Principalmente a la Emancipación y al Periodo Republicano). Funciona a su vez como Biblioteca Pública de la Ciudad, fue construido en 1957.
- Pasaje Vigil

Es un pasaje peatonal al frente de la Alameda Bolognesi, es uno de los atractivos turístico de la Ciudad y uno de los puntos más transitados por los residentes y turistas, debido por la zona comercial que la rodea.
- Paseo Cívico de Tacna

Es conocida como Paseo Cívico, a la Plaza Principal de Tacna, está ubicado a una calle al frente de la Alameda Bolognesi.
- Iglesia Espíritu Santo

Está ubicada en el Sector Norte de la Alameda, pasando diferentes casonas y urbes, a una esquina está ubicada la Iglesia Espíritu Santo, resalta por ser una antigua y conocida Parroquia desde tiempos antiguos de la Ciudad.

## Actualidad
Es una de las arterias viales de la ciudad de Tacna, donde el transporte, comercio y turismo es constante y conecta directamente con las carreteras hacia Chile y Bolivia. La densidad poblacional es alta debido al gran movimiento que generan los centros comerciales, hoteles, restaurantes, agencias de turismo, mercados,etc. Y por ser parte céntrica a distintos y cercanos puntos turísticos de Tacna.
La Alameda es sede habitual de eventos públicos como la Feria del Libro, exposiciones, ferias de artesanías y festivales.